# Masalia marginata
Masalia marginata là một loài bướm đêm trong họ Noctuidae.